# Parotomys brantsii
Parotomys brantsii är en däggdjursart som först beskrevs av Andrew Smith 1834.  Parotomys brantsii ingår i släktet visselråttor, och familjen råttdjur. IUCN kategoriserar arten globalt som livskraftig. Inga underarter finns listade i Catalogue of Life.

## Utseende
Denna gnagare blir 116 till 178 mm lång (huvud och bål) och därtill kommer en 73 till 110 mm lång svans. Vikten varierar mellan 77 och 163 g. Den mjuka pälsen är på ryggen mörk gulbrun, på kroppssidorna mera gråaktig och vid buken krämfärgad. Typiskt är korta extremiteter, störa öron och ett robust huvud.
Vid framtassarna förekommer fyra tår och vid bakfötterna fem tår. Alla är utrustade med smala klor. I artens övre framtänder finns en tydlig ränna på framsidan och en mindre tydlig ränna på baksidan.

## Utbredning och habitat
Arten förekommer i södra Afrika i södra Namibia, sydvästra Botswana och västra Sydafrika. Den lever i låglandet och i bergstrakter upp till 1000 meter över havet. Parotomys brantsii vistas främst i halvöknar och den är aktiv på dagen. Denna gnagare besöker även jordbruksmark.

## Ekologi
Parotomys brantsii gräver komplexa tunnelsystem med flera ingångar och flera tunnlar som ligger upp till en meter under markytan. Vissa system sträcker sig över en yta av 50 kvadratmeter. Liksom hos mullvadar förekommer högar med jord vid utgångarna. I tunnelsystemet söker även flera andra djur skydd som ödlor eller skalbaggar. Under parningstiden lever ett föräldrapar med sina ungar i boet. Under andra tider har hanar och honor ofta skilda bon. När reproduktionen är framgångsrik ligger flera bon nära varandra vad som liknar en koloni.
Denna gnagare syns främst tidig på morgonen och sent på kvällen utanför boet.
Arten har ett visslande varningsläte som är kännetecknande för båda arter i släktet visselråttor. Dessutom förekommer högfrekventa läten som inte kan höras av människor. Parotomys brantsii äter gröna växtdelar, kvistar, bark och andra växtdelar. Större mängder av födan lagras i boet.
Gnagaren är själv bytesdjur åt ormar, rovfåglar, schakaler och honungsgrävlingar.
Honan föder under våren eller sommaren en till tre ungar. De håller sig under första levnadsveckan fast i pälsen och suger sig fast vid en spene.